# Namenspapier
Namenspapiere (früher Rektapapiere; von lateinisch recta (via) ‚auf geradem Weg‘; das heißt, der Verpflichtete soll direkt leisten) sind auf einen bestimmten Namen lautende Wertpapiere, deren verbriefter Anspruch durch Abtretung, siehe unten unter Rechtsgrundlagen, übertragen werden kann. Die Leistung soll direkt (recta) an die im Papier benannten Empfänger erfolgen, weshalb Rektapapiere nicht zum Umlauf bestimmt sind. Das Abtretungserfordernis und die meist nicht direkt gesetzlich vorgesehene Übergabe sind Hindernisse, welche die Verkehrsfähigkeit der Rektapapiere erheblich einschränken.

## Allgemeines
Im Hinblick auf diese Verkehrsfähigkeit sind hingegen Inhaberpapiere uneingeschränkt fungibel, weil Einigung und Übergabe des Papiers zur Übertragung der darin verbrieften Rechte genügen. Das im Inhaberpapier verbriefte Recht oder der Anspruch sind dabei so eng mit dem Inhaberpapier verbunden, dass mit der Übergabe des Papiers auch ein Übergang des darin verbrieften Anspruchs einhergeht. Das ist bei den Rektapapieren anders. Der in diesen Wertpapieren verbriefte Anspruch ist jedenfalls so weit verselbständigt, dass die bloße Übergabe des Rektapapiers nicht zugleich auch zur Übertragung des darin verbrieften Anspruchs führt. Daraus hat sich der Leitsatz „Das Recht am Papier folgt dem Recht aus dem Papier“ entwickelt.

## Arten
Zu den eigentlichen Namens- oder Rektapapieren gehören Sparbuch, Versicherungsschein sowie Hypotheken-, Grundschuld- und Rentenschuldbrief. Die für Sparbuch und Versicherungsschein oft benutzte Bezeichnung „hinkende Inhaberpapiere“ ist irreführend, denn es handelt sich um Rektapapiere mit Legitimationsklausel. Sie werden auch qualifizierte Legitimationspapiere genannt, weil es sich um Urkunden handelt, bei denen der Schuldner nur an den Inhaber zu leisten braucht. Sie geben den Namen des Gläubigers an, werden aber mit der Bestimmung ausgegeben, dass die versprochene Leistung an jeden Inhaber bewirkt werden kann. Qualifizierte Legitimationspapiere sind auch die Inhaberzeichen (auch „kleine“ Inhaberpapiere oder „qualifizierte Legitimationszeichen“ genannt) des § 807 BGB (siehe Inhaberpapiere).

## Rechtsgrundlagen
Bei Rektapapieren kommt es auf das in ihnen verbriefte Recht und nicht auf das Papier selbst an, sodass sachenrechtliche Grundsätze nicht gelten. Vielmehr stehen die in den Papieren verbrieften Forderungen oder sonstige Rechte im Vordergrund, die im Wege der Zession zu übertragen sind. Die Übertragung folgt daher den schuldrechtlichen Prinzipien der Zession (§§ 398 ff., § 413 BGB). Die Bedeutung der Urkunde beschränkt sich auf den Schutz des Schuldners, für den eine Leistungspflicht nur gegen Aushändigung der Urkunde besteht und der mit schuldbefreiender Wirkung an jeden Inhaber leisten kann. Die Übergabe des Sparbuchs oder der Versicherungspolice ist für die Rechtswirksamkeit der Übertragung weder erforderlich noch ausreichend.
Damit stellt sich die Frage, wie ein Auseinanderfallen von Eigentum an der Urkunde und dem darin verbrieften Recht bei der Übertragung verhindert werden kann. Denn bei den qualifizierten Legitimationspapieren (Sparbuch, Lebensversicherungspolice) ist die Übergabe der Urkunde gesetzlich nicht ausdrücklich erwähnt. Die Übergabe ist lediglich beim Hypotheken- und Grundschuldbrief gesetzlich vorgeschrieben (§ 1154 Abs. 1 BGB). Erst § 952 Abs. 2 BGB schafft für die übrigen Rektapapiere die zur Rechtssicherheit notwendige Identität zwischen berechtigtem Gläubiger und Urkundeninhaber: Rektapapiere stehen dem jeweiligen Gläubiger zu. Der neue Gläubiger (Zessionar) des verbrieften Anspruchs hat damit ein Recht gegen den alten Gläubiger (Zedenten) auf Herausgabe von Sparbuch oder Versicherungspolice (§ 412, § 985, § 952 Abs. 1 Satz 2 BGB). Außerdem ist der bisherige Gläubiger nach § 402 BGB zur Herausgabe aller Urkunden an den neuen Gläubiger verpflichtet. Deshalb sorgt § 952 BGB bei unselbständigen Urkunden, die nicht unabhängig von der in ihnen verkörperten Forderung übertragen werden können, für die erforderliche Bindung.
Die Rechtsnatur der unter § 808 BGB fallenden Papiere wird durch ihre Doppelfunktion bestimmt: sie sind sowohl Legitimationspapiere, da der Schuldner mit befreiender Wirkung an jeden Inhaber zahlen kann, als auch Wertpapiere, da nach § 808 Abs. 2 BGB der Schuldner nur gegen Aushändigung der Urkunde zur Leistung verpflichtet ist.
Aus den § 398, § 952 BGB ergibt sich, dass ein gutgläubiger Erwerb von Rektapapieren nicht möglich ist (Ausnahme: Hypotheken-, Grundschuld- und Rentenschuldbrief); der Schutz des guten Glaubens ist nach § 407 BGB nicht vorgesehen. Es besteht auch kein Rechtsschein für eine materielle Berechtigung; der Schuldner muss nicht an den Inhaber leisten, denn der Inhaber als solcher ist nicht berechtigt, die Leistung zu verlangen (§ 808 Abs. 1 Satz 2 BGB). Materiell Berechtigter ist mithin, wer sich durch eine lückenlose Zessionskette, die auf den Aussteller der Urkunde zurückzuführen sein muss, legitimieren kann.

## „Technische“ Namenspapiere
Neben den eigentlichen Rektapapieren (engl. „Registered securities“) können im Wege der Gestaltung auch andere Wertpapierarten die Eigenschaft von Rektapapieren annehmen. Bei sämtlichen Orderpapieren kann dies durch die Orderklausel und/oder ein besonderes Indossament erreicht werden.

### „Geborene“ Orderpapiere
Da bei den „geborenen“ Orderpapieren die (positive) Orderklausel gesetzlich vorausgesetzt wird, können diese lediglich über ein Rektaindossament zu Namenspapieren umgestaltet werden. Mit dem Rektaindossament will nämlich der Indossant die Weitergabe des geborenen Orderpapiers durch den Indossatar verhindern. Will letzterer dennoch das geborene Orderpapier weitergeben, so kann dies nur mit Hilfe einer Zession geschehen. Der Rektawechsel kann nicht mehr durch Indossament, sondern nur noch durch Zession übertragen werden (Art. 11 Abs. 2 WG).

### „Gekorene“ Orderpapiere
Fehlt bei den „gekorenen“ Orderpapieren die (positive) Orderklausel, so werden sie wie Namenspapiere behandelt, können mithin nur mit Hilfe der Zession übertragen werden. Das gilt auch für den Fall einer negativen Orderklausel. Ist auf gekorenen Orderpapieren zwar die positive Orderklausel vorgesehen, aber einer der Beteiligten hat bei der Übertragung ein Rektaindossament angebracht, so können die Ansprüche nur durch Abtretung übertragen werden.

## Geltendmachung des Anspruchs
Geltendmachung des Anspruchs aus einem Rektapapier bedeutet, dass der legitimierte Inhaber des Papiers und Gläubiger der hierin verbrieften Forderung bei Fälligkeit des hierin verbrieften Rechts seinen Anspruch auf Leistung vom Schuldner gegen Aushändigung der Urkunde verlangen kann. Zur Geltendmachung des Anspruchs ist zunächst der namentlich in der Urkunde genannte Begünstigte berechtigt. Hat dieser den Anspruch durch Abtretung des verbrieften Anspruchs und Übergabe des Papiers an einen Dritten übertragen, so ist letzterer berechtigt, vom Schuldner die verbriefte Leistung zu verlangen. Der Besitz des Papiers und eine lückenlose Kette von Zessionen, die auf den Aussteller zurückzuführen sein muss, begründen dabei die uneingeschränkte Vermutung der materiellen Berechtigung des Inhabers. Der Schuldner darf dem Inhaber lediglich folgende Einwendungen entgegensetzen:
- Urkundliche Einwendungen: aus dem Inhalt der Urkunde kann der Schuldner etwa die mangelnde Fälligkeit der Leistung einwenden;
- Gültigkeitseinwendungen: aus der Urkunde kann der Schuldner etwa die mangelnde Geschäftsfähigkeit eines Zessionars oder die Lückenhaftigkeit des Zessionskette einwenden;
- Persönliche Einwendungen: der Schuldner erklärt die Aufrechnung mit einer Gegenforderung.

Ist die Schuld des Ausstellers noch nicht fällig, braucht er bis zur Fälligkeit an den Inhaber nicht zu leisten. In § 410 BGB wird dem Schuldner ein Leistungsverweigerungsrecht eingeräumt, solange der Zessionar nicht eine Abtretungsurkunde des Zedenten vorlegt (mit der Wirkung des § 409 Abs. 1 Satz 2 BGB) oder der Zedent dem Schuldner die Abtretung nicht schriftlich angezeigt hat (mit der Wirkung des § 409 Abs. 1 Satz 1 BGB). Zudem sichert § 404 BGB dem Schuldner bei der Abtretung alle Einwendungen und Einreden unabhängig von der Kenntnis des Zessionars. Danach muss der Zessionar in Kauf nehmen, dass der Schuldner wegen Stundung die Leistung verweigert, weil dem Zessionar diese Stundung vom Zedenten verschwiegen wurde.

## Verlust des Rektapapiers
Ist die Urkunde verloren gegangen, geht das hierin verbriefte Recht jedoch nicht unter. Erforderlich zur Geltendmachung von Rechten aus verloren gegangenen Namenspapieren ist dann eine Kraftloserklärung nach abgeschlossenem Aufgebotsverfahren. Das Ausschlussurteil der Kraftloserklärung ersetzt das verloren gegangene Rektapapier und verschafft dem Inhaber die ursprüngliche Rechtsstellung (§ 479 FamFG). Das Aufgebotsverfahren ist für Rektapapiere gesetzlich vorgesehen, so etwa in § 1162 BGB für den Hypothekenbrief; dann kann der Gläubiger nach § 67, § 68 Grundbuchordnung vom Grundbuchamt die Ausstellung eines neuen Grundschuldbriefs verlangen.
Kommt ein Rektapapier abhanden (etwa durch Diebstahl oder Verlust), so kann das Recht nur noch aufgrund eines im Aufgebotsverfahren (§§ § 433 ff. FamFG) erwirkten Ausschlussurteils gemäß § 478 FamFG beim Schuldner geltend gemacht werden. Dies ist die Konsequenz aus dem Recht des Schuldners, dass dieser nur zur Leistung verpflichtet ist, wenn ihm die Urkunde vom Inhaber ausgehändigt wird.